# Instituto Tecnológico de Ciudad Victoria
El Tecnológico Nacional de México Campus Ciudad Victoria, o TecNM Campus Ciudad Victoria, es una institución de educación superior del sistema Tecnológico Nacional de México (TecNM). Su nombre oficial es Tecnológico Nacional de México Campus Ciudad Victoria o TecNM Campus Ciudad Victoria. Nació en 1975 debido a la demanda de carreras profesionales de ciencia y tecnología, así como el crecimiento de la ciudad requiriendo jóvenes profesionistas capacitados.

## Historia
Fue fundado el 15 de octubre de 1975 por el Ingeniero Miguel Zepeda Sánchez y el exgobernador de Tamaulipas Enrique Cárdenas González. Ocupando en su fundación edificios de otra institución, actualmente, la sede de la rectoría, el campus y las oficinas administrativas de esta institución educativa se encuentran en Ciudad Victoria.
Históricamente es la primera institución del sistema que ofrece únicamente el nivel de licenciatura, dejándose de impartir en este la educación media superior, tomándose a partir de la fundación del ITCV, la decisión suprema que los tecnológicos ofrezcan sólo educación superior y posgrado.
Esta institución inicia sus actividades administrativas el 1.º de octubre de 1975 y sus clases el día 15 de ese mismo mes en el Centro de Estudios Científicos y Tecnológicos n.º 104 (CECyT 104), ahora Centro de Estudios de Bachillerato Tecnológico Industrial y de Servicios n.º 24, inicia con dos carreras, Ingeniería Civil e Ingeniería Industrial.
Cuenta con varios servicios como estacionamiento propio, cafetería, canchas techadas, laboratorios de ciencias y dedicados a la informática, un servicio de radio escolar y publican una revista de divulgación científica llamada Tecno-Intelecto en formato digital.
Cuenta con una matrícula de más de 3,113 estudiantes junto con un modelo de educación a distancia iniciado en 2010.

## Oferta educativa
El TecNM Campus Ciudad Victoria, ofrece varios programas académicos que abarcan diversos ámbitos del conocimiento, como la tecnología, biología e ingeniería civil.

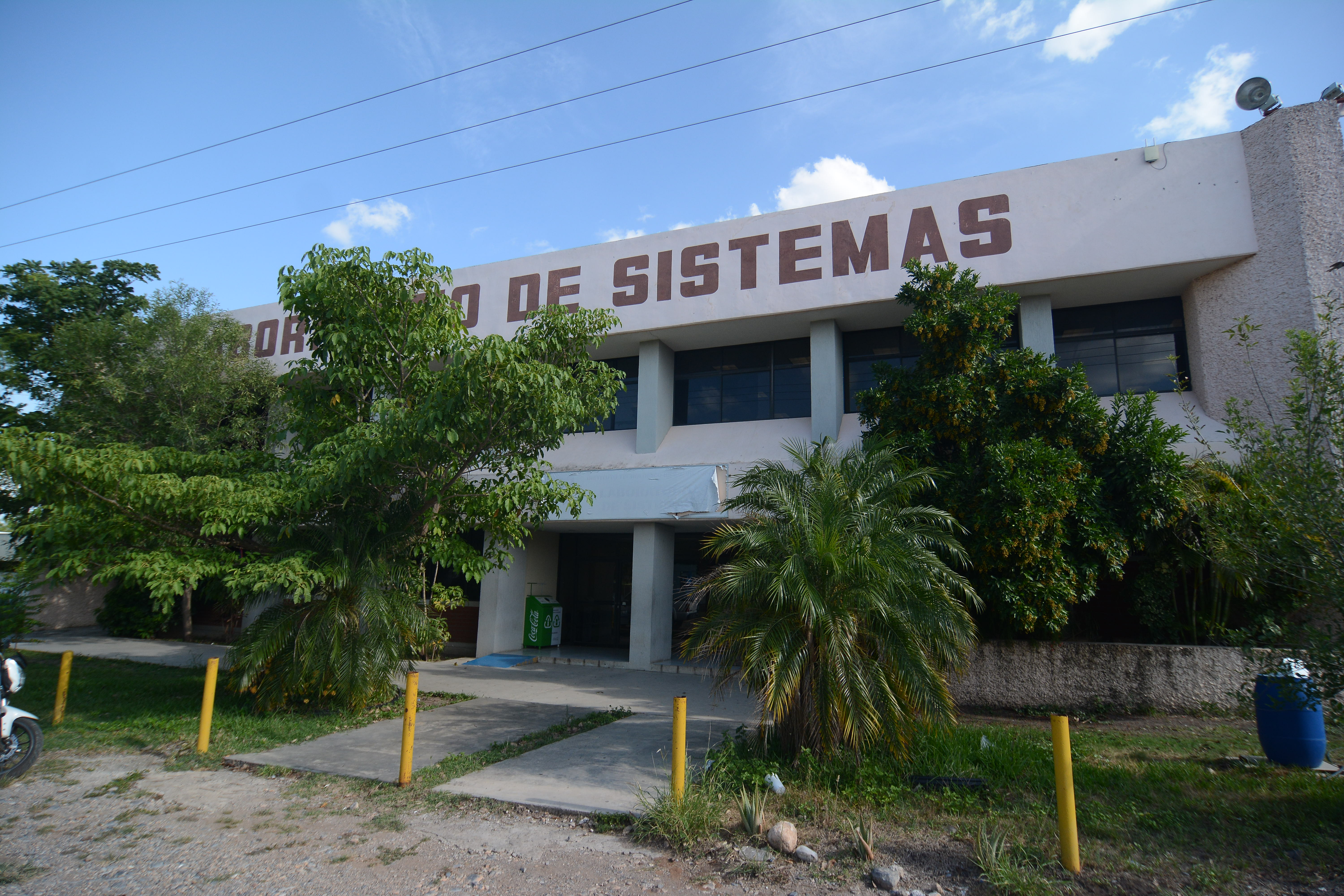
Fachada del edificio de Sistemas Computacionales.

 Modalidad presencial: 

### Profesional
- Licenciatura en Biología (1984)
- Licenciatura en Informática (1982)
- Ingeniería Civil
- Ingeniería Electrónica (1988)
- Ingeniería Industrial
- Ingeniería Mecánica (1988)
- Ingeniería en Energías Renovables
- Ingeniería en Gestión Empresarial
- Ingeniería en Sistemas Computacionales (1997)

### Posgrado
- Maestría en Ciencias en Biología
- Maestría en Ingeniería Industrial
- Maestría en Sistemas
- Doctorado en Ciencias en Biología

 Modalidad a distancia: 
- Ingeniería Industrial
- Ingeniería en Sistemas Computacionales